# Golden (Canada)
Golden is een dorp in het oosten van Brits-Columbia, gelegen aan de bovenloop van de Columbia in de Rocky Mountain Trench. Golden ligt zo'n 262 kilometer ten westen van Calgary en 713 kilometer ten oosten van Vancouver. Golden ligt tussen de Rocky Mountains (in het oosten) en de Purcell Mountains (in het westen).

## Geografie
De nederzetting ontstond rond het spoorwegstation aan een transcontinentale spoorweg, waar deze uit de Rocky Mountains komt (uit de vallei van de Kicking Horse) en de brede Rocky Mountain Trench bereikt. Even ten noordwesten van de stad mondt de Kicking Horse uit in de Columbia.
Bij Golden draait de spoorweg naar rechts, om zo'n vijftig kilometer de brede vallei van de Columbia naar het noorden te volgen. Bij het noordelijke einde van de Purcell Mountains draait de spoorweg naar het westen om via de lawinegevoelige Rogers Pass de Selkirk Mountains over te steken.
Later werd ook de Big Bend Highway aangelegd. Terwijl de spoorweg over de moeilijke Rogers Pass werd aangelegd, werd de autoweg aanvankelijk via de Big Bend van de Columbia aangelegd, waarbij de Selkirk Mountains omzeild werden. Toen het stuwmeer Kinbasket Lake werd aangelegd in het derde kwart van de twintigste eeuw werd de Trans-Canada Highway heraangelegd, deze keer wel over Rogers Pass. De volgende grote nederzetting richting westen is Revelstoke (aan de westzijde van de Selkirk Mountains), zo'n 148 kilometer via de Trans-Canada autosnelweg.
Golden vormt het noordelijke einde van Highway 95, een noord-zuid weg die in de Verenigde Staten start nabij Bonners Ferry en dan via de vallei van de Moyie, Cranbrook (ook in de Trench) en Canal Flats naar het noorden loopt. De volgende ietwat grotere nederzetting ten zuiden van Golden is Invermere (120 kilometer).
Ten oosten van Golden liggen de Rocky Mountains. De volgende grote nederzetting richting oosten is de stad Banff. Direct ten oosten van Golden gaat de Trans-Canada Highway, net zoals de spoorweg over de Kicking Horse Pass, over de Central Main Ranges van de Rockies. Aan de westzijde van de pas ligt het gehucht Field, in Yoho National Park. Aan de andere zijde van Central Main Ranges ligt het gehucht Lake Louise.

### Klimaat
Golden heeft een vochtig landklimaat (Köppen Dfb). De zomers zijn warm maar zelden heet en de winters zijn nog ietwat gematigd in vergelijking met de meer continentale (en dus koude) winters ten oosten van de Rockies.

### Toerisme
In de nabijheid van Golden liggen drie nationale parken: Yoho National Park (57 km), Nationaal park Glacier (80 km) en Banff National Park (82 km).